# Александар Милојевић
Александар Милојевић (Крагујевац, 1966) српски је позоришни глумац.

## Биографија
Рођен 19. августа 1966. године у Крагујевцу. Гимназију завршио у родном граду на смеру новинар-сарадник. Године 1985. и 1986. био је члан глумачке трупе Димитрија Зетавице у Новом Саду.
Од 1990. године делује као професионалац у Књажевско-српском театру у Крагујевцу.  
Одиграо је велики број представа за децу, учествовао у поемама Похвала животу групе аутора и Сто за једног М. Станковића на Великом школском часу у Шумарицама, те у ТВ серијама Село гори а баба се чешља, Монтевидео, Бог те видео!, Равна Гора и Шифра Деспот и играним филмовима Монтевидео, видимо се! и Споразум.
Игра монодраму Белег 5027 – слово о Апису по тексту Владимира Ђорђевића.
Добитник је Дипломе Књажевско-српског театра 2006. године. За улоге Грофа Кајзерлинга и Бригадира Витковића (Сеобе) добио је Диплому за епизодну улогу на ЈоакимФесту 2007. године и Годишњу награду Књажевско-српског театра 2008. године.

## Улоге
У Књажевско-српском театру остварила следеће улоге:
- Боштјан (С. Селенић, Ружење народа у два дела),
- Учесник (Н. Илић, Боже мили, чуда великога),
- Рајко Певац (Д. Ковачевић, Свети Георгије убива аждаху),
- Радулашко (Б. Зечевић, 1918),
- Краљ Јужног архипелага и Краљ Северног пола (К. Стојановић, Мала принцеза),
- Лудак (Д. Ковачевић, Професионалац),
- Сељак (Ј. Радуловић, Голубњача),
- Пеђа (Б. Зечевић, 1968),
- Макро Питер, касније Судија (А. Жари, Краљ Иби),
- Синиша Мијајловић (И. Панић, Сад се смеј, Сотире),
- Јоца Петровић (Р. Куни, Бриши од своје жене),
- Курта (Б. Станковић, Коштана),
- Конобар (Р. Куни, Бриши од свога мужа),
- Д. Дачић, Од Растка до Светог Саве),
- Народ (Д. Максимовић, Земља јесмо),
- Освалд (В. Шекспир, Краљ Лир),
- Јован Џон Ауербах (Д. Бошковић, Бриши од свога брата),
- Милан Срећковић (С. Ковачевић, Српска драма),
- Миле (Б. Нушић, Покојник),
- Мага (Б. Трифуновић, Цар и пастир),
- Војвода Карађорђе (Б. Ковачевић, Balkan Boy),
- Пурко (Д. Ковачевић, Лимунација),
- Лабан-ученик (Г. Михић, Осмех анђела),
- Певач Славуј (Г. Михић, Балкан експрес),
- Деклер (Ј. Зупанц, Огњена купина),
- Бартон (Л. Вилсон, Запали ме),
- Поручник Стеван Јаковљевић (С. Јаковљевић, На леђима јежа),
- Корковицо (Ђ. Бруно, Дангубе),
- Ненад (В. Савић, Чујеш ли, мама, мој вапај!?),
- Пацијент (Д. Ковачевић, Шта је то у људском бићу што га води према пићу),
- Јувенал (С. Лазаревић, Они ниоткуда),
- Миш (К. Стојановић, Ми-Ши-Ко и Ми-Ши-Сан),
- Лола (Д. Ковачевић, Доктор шустер),
- Прока Пурић (Б. Нушић, Ожалошћена породица),
- Црни Веселин (М. Ојданић, Живот је све што те снађе),
- Комесар (Ж. Фејдо, Хотел „Слободан промет“),
- Јаков Јакшић (М. Јеремић, Милош Велики),
- Ескалус (В. Шекспир, Ромео и Јулија),
- Генијални глумац и Полина (Л. Андрејев/А. Червински/С. Бекет, Реквијем),
- Дебели (С. Мрожек, На пучини),
- Јаков Јакшић (Ђ. Милосављевић, Контумац или Берман и Јелена),
- Маестро Карабас/Мистер Пиколо (К. Колоди, Пинокио),
- Полицајац (Ј. Л. Карађале, Карневалски призори),
- Гроф Кајзерлинг и Бригадир Витковић (М. Црњански, Сеобе),
- Црна Брада (М. Јаноушек, Гусари),
- Ђорђе Поповић-Ђелеш (Д. Поповић, Конак у Крагујевцу),
- Пијаница и Пијаниста (Џ. Дјукс, П. Мид и Д. Парнел, Теза),
- Риста Тодоровић (Б. Нушић, Госпођа министарка),
- Фотограф (М. Флајсер, Пионири у Инголштату),
- Тери и Офелија (Х. Пинтер/Х. Милер/Платон, Клуб Нови светски поредак),
- Антоније (Ђ. Милосављевић, Ђаво и мала госпођа),
- Ансамбл (Н. Брадић, Ноћ у кафани Титаник),
- Лојд Боатенг (Р. Бин, Један човек, двојица газда),
- Мече (С. Синклер и Е. Мекартен, До голе коже),
- Колпортер (Р. Васић, Хладњача за сладолед),
- Пречасни Сајкс (Х. Ли, Убити птицу ругалицу),
- Намесник Ристић (Г. Марковић, Зелени зраци),
- Полицајац (Н. Брадић, Принцип суперстар – Месечари),
- Наредник Мунижаба (Б. Ћопић, Башта сљезове боје),
- Егеј и Гладница (В. Шекспир, Сан летње ноћи),
- Цига Џомла (Д. Петровић, Џаст мерид).